# Sesieutes longyangensis
Espèce
Sesieutes longyangensis est une espèce d'araignées aranéomorphes de la famille des Liocranidae.

## Distribution
Cette espèce est endémique du Yunnan en Chine,. Elle se rencontre dans le district de Longyang.

## Description
Le mâle holotype mesure 5,70 mm.

## Étymologie
Son nom d'espèce, composé de longyang et du suffixe latin -ensis, « qui vit dans, qui habite », lui a été donné en référence au lieu de sa découverte, le district de Longyang.

## Publication originale
- Zhao & Peng, 2013 : Three new species of spiders of the family Liocranidae (Arachnida: Araneae) from China. Oriental Insects, vol. 47, no 2, p. 176-183.